# Йоан Асен (син на Андроник Асен)
Йоан Асен (на гръцки: Ιωάννης Ἀσάνης) е византийски аристократ, военачалник и провинциален управител от средата XIV век, шурей на византийския император Йоан VI Кантакузин.
Йоан Асен е син на деспот Андроник Асен и чрез него се падал внук на българския цар Йоан III Асен. Йоан имал още един брат – Мануил Асен, и две сестри – Ирина и Елена. Иван Божилов допуска възможността Йоан Асен да е най-големият от двамата сина на Андроник и поставя раждането му в самото началото на XIV век. Чрез брака на сестра му Ирина Асенина, Йоан се падал и шурей и на бъдещия император Йоан VI Кантакузин, в чиято история се съдържат основните сведения за живота му.
За ранните години от живота на Йоан Асен няма исторически сведения, а за първи път той се споменава през 1335 г., когато той и брат му Мануил били оковани и затворени в тъмница в тракийската крепост Вира, защото участвали в заговор срещу византийския император Андроник III Палеолог, който бил разкрит от митрополита на Филипи. В затвора Йоан и брат му остават в продължение на цели шест години – до есента на 1341 г., когато започва граждандската война между зет му Йоан Кантакузин и регентите на император Йоан V Палеолог. Тогава Йоан Кантакузин изпраща съпругата си Ирина заедно с една войска да освободи братята си и да ги доведе при него в Димотика, което се случило между 26 септември и 26 октомври 1341 г. След освобождаването си Йоан и брат му стават едни от най-доверените лица на Кантакузин и присъстват на коронацията му в Димотика на 26 октомври същата година.
След като прекарал зимата на 1341 – 1342 г. в Димотика, на 5 март 1342 г. Йоан Асен потегля на запад заедно с основните войски на Йоан Кантакузин, командвани от Кантакузин и неговите синове. Скоро войските на Кантакузин превземат Мелник, а Йоан Асен е поставен от Кантакузин за управител на града. В Мелник Йоан Асен се задържа до юли 1342 г., когато градът е обсаден от войски на предишния му управител Хрельо, доскорошен Кантакузинов съюзник, който решил да го превземе и да го предаде отново във владение на сръбския крал Стефан Душан като изкупление за измяната си и преминаването му на страната на Кантакузин. Войските на Хрельо блокирали Мелник и прекъснали снабдяването на града, след което започнали и бойните действия. Неспособен да удържи на обсадата без храна, Йоан Асен решава да предаде доброволно града на Хрельо, след което най-вероятно му било позволено да се завърне с хората си при Кантакузин.
През пролетта на 1343 г. Кантакузиновите сили преминали в Тракия. Когато по-голямата част от населението на Родопите преминала на негова страна, Кантакузин назначава Йоан Асен за управител на градовете в областта Мора – земи, обхващащи Източните Родопи по река Арда и част от земите, включени в днешната Кърджалийска област с крепостта Перперек. През следващите години обаче Йоан търпи постянен натиск от страна на доскорошния съюзник на Кантакузин Момчил, чиито владения се намирали в съседство. В решителната битка срещу Момчил при Перитеорион на 5 юли 1345 г. Йоан Асен командва византийската конница, съставляваща лявото крило на обединената турско-византийска армия на Йоан Кантакузин и Умур бег.
Веднага след втората коронация на Йоан Кантазун в Константинопол на 31 март 1347 г. Йоан и брат му получават от зет си севастократорски титли. През същата година обаче Йоан Асен убеждава племенника си Матей Кантакузин също да се провъзгласи за съимператор без позволението на баща си.
През 1350 г. Йоан Асен е споменат като управител на Константинопол в едно писмо на папа Климент IV до император Йоан VI Кантакузин.
След отсраняването на Йоан VI Кантакузин от власт, Йоан Асен вероятно се дистанцира от племмника си Матей Кантакузин и подкрепя Йоан V Палеолог, тъй като през 1355 г. вече се споменава като деспот и управител (архонт) на родопоския град Перитеорион, за какъвто е назначен вероятно от Йоан V Палеолог. Последното споменаване на Йоан Асен в изворите е в една простагма на деспот Йоан Углеша от 1358 г.
Никифор Григора споменава, че Йоан Асен е бил женен за неизвестна по име дъщеря на Алексий Апокавк.

## Цитирани източници
- Божилов, Иван (1994). Фамилията на Асеневци (1186 – 1460). Генеалогия и просопография (2-ро фототипно изд.). София: Издателство на БАН „Марин Дринов“, ISBN 954-430-264-6, https://djvu.online/file/dujTvm6kCmbQL
- ((fr)) Asdracha, Catherine (1976). Les Rhodopes au XIVe siècle. – Revue des Études byzantines, 34,  175–209, doi:10.3406/rebyz.1976.2052, ISSN 0766-5598, https://www.persee.fr/doc/rebyz_0766-5598_1976_num_34_1_2052
- ((de)) Trapp, Erich; Beyer, Hans-Veit; Walther, Rainer et al. (2001) [1976–1996]. (1499) → 91373 ᾿Ασάνης ᾿Ιωάννης (Asanes Ioannes). – Prosopographisches Lexikon der Palaiologenzeit, CD-ROM. Wien: Verlag der Österreichischen Akademie der Wissenschaften, ISBN 3-7001-3003-1, https://archive.org/details/ErichTrappProsopographischesLexikonDerPALAIOLOGENZEIT/mode/2up